# Skotská Wikipedie
Skotská Wikipedie (skotsky Scots Wikipaedia) je jazyková verze Wikipedie ve skotštině. V lednu 2022 obsahovala přes 40 000 článků a pracovalo pro ni 5 správců. Registrováno bylo přes 89 000 uživatelů, z nichž bylo asi 100 aktivních. V počtu článků byla mezi jazykovými verzemi Wikipedie na 103. místě.

## Strojové překlady
V letech 2012–2020 napsal většinu článků skotské Wikipedie americký teenager a od roku 2018 jeden z jejích správců s uživatelským jménem AmaryllisGardner, který skotsky nemluvil. V srpnu 2020 byly jeho články odhaleny jako strojové překlady textů z anglické Wikipedie, které byly následně upraveny bez dodržení či znalosti pravopisných či gramatických pravidel. Přidával i vymyšlená slova a text se často stal zcela nesrozumitelný. Postupně vytvořil 23 000 článků a celkem 49 % celkového obsahu skotské Wikipedie. Zvažuje se kompletní smazání této jazykové verze, případně její náprava. K nápravě se chystá skupina skotsky mluvících editorů, která se vytvořila na Facebooku.